# Ulrich Vinzents
Ulrich Vinzents est un footballeur international danois né le 4 novembre 1976 à Ringsted. Il évolue au poste de défenseur droit.
Il arrête sa carrière professionnelle en 2012, mais continue à jouer par la suite en amateur dans le club de sa ville natale, le Ringsted IF.

## Biographie

### Danemark
Vinzents commence sa carrière professionnelle à Lyngby sans toutefois parvenir à s'imposer au club. Il quitte alors le club pour rejoindre le Køge BK, dans l'amt de Roskilde où il joue pendant 3 saisons. Fort de cette expérience il retourne à Lyngby BK où il devient l'un des cadres de l'équipe pendant les a saisons qu'il passe au club. Il fait toutefois les frais de la mauvaise santé financière du club qui est déclaré en banqueroute le 18 décembre 2001. 
Il rejoint alors le Farum BK, tout juste promu en Super Liga. Lui et son club réalisent une saison exceptionnelle en obtenant la 3e place du championnat, se qualifiant de fait pour la Coupe de l'UEFA. Cette belle performance est toutefois masqué par un scandale impliquant le président du club, Peter Brixtofte, accusé d'avoir versé des pots-de-vin à des entreprises locales en échange du sponsoring de son club,. Au bord de la faillite, le club est racheté et adopte le nom de FC Nordsjælland. La saison 2003-2004 est toutefois compliquée, le club luttant jusqu'à la fin de la saison pour se maintenir en Super Liga. Pour autant, les qualités de Vinzents ne sont pas mises en cause, le joueur ayant même été convoqué cette année-là en équipe nationale du Danemark. 
Il profite de son nouveau statut pour rejoindre gratuitement Odense BK, 4e lors des deux championnats précédents. Après une saison 2004-2005 moyenne, le club se rattrape la saison suivante et obtient la 3e place de Super Liga. Toutefois Vinzents n'aura qu'une influence limitée sur ce beau parcours puisqu'il rejoint, le 31 janvier 2006, l'un des poids lourd du football suédois, Malmö FF.

### Malmö FF
Tout de suite titulaire dans sa nouvelle équipe, il se fait remarquer par sa grande régularité. En 5 saisons, il ne manque en effet que 7 rencontres de championnat ! Sur le plan des résultats, son club déçoit en revanche se classant entre la 6e et la 9e place entre 2006 et 2009. Mais lors de la saison 2010, en partie grâce aux performances du Danois en défense, Malmö FF remporte le titre de champion, qui est également le premier titre de Vinzents. La saison suivante, titulaire encore une fois, il perd l'occasion d'accrocher son deuxième titre, lors de la finale de la Super Coupe de Suède, face à Helsingborgs IF (défaite 2-1).

## Palmarès
Malmö
- Championnat de Suède : 
  - Champion : 2010